# José de Sousa Luís
José de Sousa Luís (Norte Grande, Velas, ilha de São Jorge —?) foi produtor Agrícola em terras próprias e militar do exército português na especialidade de infantaria.

## Biografia
Prestou serviço no exército português, no Regimento de Guarnição nº 1, aquartelado na Fortaleza de São João Baptista, no Monte Brasil, junto à cidade de Angra do Heroísmo.
Foi um médio detentor de terras na ilha de São Jorge. Era descendente da antiga aristocracia, proveniente  dos primeiros povoadores da ilha de São Jorge.
Foi igualmente médio detentor de terras nas fajãs da costa Norte da ilha de São Jorge, nomeadamente na Fajã da Ponta Furada, e aproveitamentos das arribas costeiras da localidade do Norte Grande, onde produzia vinho de várias castas, particularmente da casta conhecida regionalmente, como "Vinho de cheiro", que era vendido principalmente na vila das Velas. 
Nessas mesmas fajãs, em sítios específicos do ponto de vista de adaptação Ambiental, autênticos biótopos únicos das fajãs,  a que era chamado "fontes de inhames" produzia inhames de grande qualidade que eram vendidos em diferentes locais da ilha com predominância para a vila das Velas.
O inhame ao longo dos séculos sempre foi tido como uma planta de grande valor económico, e embora estando dedicada principalmente à alimentação popular chegou a estar ligado ao acontecimento que ficou conhecido como Revolta dos inhames.

## Relações Familiares
Foi filho de Manuel Cardoso e D. Maria da Trindade, casou em 20 de Abril de 1766, com D. Maria Santa filha de Manuel Luís de Sousa e D. Josefa Maria, de quem teve:
1. Isabel Inácia de Jesus Bettencourt (Norte Grande, Velas, ilha de São Jorge, 8 de Julho de 1787 —?) casou com José de Sousa de Bettencourt a 25 de Outubro de 1813 no Norte Grande, Velas, São Jorge.
2. Victorina (3 de Setembro de 1797 —?).
3. José (19 de Abril de 1795 —?).
4. Rosa de Jesus (19 de Julho de 1792 —?).
5. Maria Santa (Norte Grande, Velas, ilha de São Jorge, 1 de Junho de 1784 — Santo Amaro, Velas, ilha de São Jorge 11 de Outubro de 1867); casou com Matias Teixeira Machado.
6. Manuel de Sousa Luís, (Norte Grande, Velas, ilha de São Jorge 19 de Setembro de 1789 —?) casou com Isabel de São João a 4 de Setembro de 1817.
7. Ana (4 de Agosto de 1781 —?).
8. João (28 de Julho de 1778 —?).
9. Joaquina (29 de Setembro de 1775 —).